# Oryzias sakaizumii
Oryzias sakaizumii är en fisk i familjen Adrianichthyidae som förekommer endemisk i Japan.
Den största registrerade hanen var 3,7 centimeter lång. Flera fjäll på bålens ovansida har en silver färg. I membranen som sammanlänkar ryggfenans femte och sjätte strålfena finns en djupare klaff.
Utbredningsområdet ligger i nordvästra delen av ön Honshu samt på några mindre öar i närheten. Individerna lever i dammar, i långsamt flytande vattendrag, i risodlingar samt i områden som liknar marskland. Oryzias sakaizumii besöker även bräckt vatten. Fortplantning sker genom äggläggning.
Beståndet hotas av vattenföroreningar och av introducerade fiender som moskitfisk (Gambusia affinis), öringabborre (Micropterus salmoides) och blågälad solabborre (Lepomis macrochirus). I områden där Oryzias sakaizumii delar reviret med andra arter av släktet Oryzias kan hybrider uppstå. Hela populationen minskar men arten är fortfarande vanligt förekommande. Den listas av IUCN som livskraftig (LC).